# Сеїд Хайдар Тура
Сеїд Хайдар Тура (1775 — 1826) — 2-й володар Бухарського емірату у 1800—1826 роках.

## Життєпис
Походив з династії мангитів. Старший син еміра Шахмурада та Юлдуз-бегім, доньки Абу'л-Фаїз-хана. Народився 1775 року в Бухарі. Здобув сувору мусульманську освіту. Згодом призначається хакімом (намісником) Карші.
1800 року після смерті батька зайняв трон. Провів церемонію сходження на трон за узбецьким кочовим звичаєм в Бухарі, а потім в Самарканді на коронаційному камені кукташ, де подібдне здійснювали Тимуриди. На тій підставі, що його мати була донькою Чингізіда наказав читати хутбу і карбувати монету зі своїм ім'ям.
Перший період панування приділяв розвитку господарства та зміцненню свого становища, часто зміцнював на посадах хакімів, яких переміщав з одного міста на інше. Його довелося придушити декілька повстань. Спочатку проти нього виступили стрийки — Умар, Фазіл Махмуд, які спробували захопити Бухару, але зрештою зазнали поразки. Утхур Кушбегі зберіг посаду візира, а його син Мухаммад був призначений хакімом Карші. Брати Хайдара — Наср ад-Дін і Мухаммад Хусейн — були призначені хакімами Мерва і Самарканда відповідно.
Того ж року придушив повстання кенегесів у Шахрисабзі. За цим позбавив брата Мухаммеда Хусейна, якого запідозрив у змові з кенегесами, внаслідок чого позбавив того посади хакіма. Потім емір ув'язнив й стратив синів Хаджа Мухаммада Хана, колишнього правителя Мерва, і його родичів Керім Хана і Байрам Алі Хана. Це налякало брата Наср ад-Дін, що вті з Мерву до Персії. Наступного року придушив нове повстання кенегесів, а потім вимушен був долати горців у Гісарі. Не маючи довіри до традиційної кочової знаті та родичів замість узбецьких шейхів на державні посади було призначено іноземців, зазвичай персів та узбеків з півдня.
1801 року відправив посольство на чолі із Мірзою-ходжою Сабиром до Османської імперії, підтвердивши союзницькі відносини. 1803 року відправив посольство до Російської імперії.
1806 року зазнав нападу хівинського хана Мухаммад Ільтузара, якому завдав відчутної поразки. За цим зайняв Хіву, де поставив інаком (першим міністром) Кутлуг-Мурада, але той не зміг утриматися при владі, яку зрештою захопив Мухаммад Рахим-хан. Допомозі Кутлуг-Мураду завадив конфлікт з кокандським ханом Алімом, якому в битві біля Ура-Тюбе емір в союзі з казахськими султанами завдав поразки. Після цього  він захопив важливе місто Туркестан.
1815 року вимушен був знову протистояти Кокандському ханству. Цього разу невдало, внаслідок чого було втрачено Туркестан. 1816 року відправив посольство до імперії Цін щодо поліпшення політичних контактів та торговельних зв'язків. 1817 року завоював Балхське ханство, пізніше були підпорядковані інші володіння на південь від Амудар'ї — Маймана, Бадахшан і Кундуз. 1820 року прийняв російське посольство на чолі із О.Негрі.
1821 року в регіоні Міанкаль спалахнуло повстання китай-кипчаків. Спочатку повстанці захопили фортеці Янгікурган, Лаїш та Челек. Потім Самарканд опинився в облозі. Війна почала мати запеклий хаарктер. Цими обставинами скористалося Хівінське ханство. 1822 року емірат зазнав нападу з боку хівінського хана Мухаммад Рахима I, який не зміг захопити Чарджуй, але невдовзі взяв Мерв, а потім сплюндрував центральні вілайєти емірату. Цим скористалися повсталі, які знову спробували захопити Самарканд. До повстання залучили васалів з Андхоя і Балха. У свою чергу повстанці діяли спільно з кокандцями і хівінцями. Втім 1823 року емір Хайдар перейшов у наступ.
У 1824 році Балхське і Кундузьке ханства фактично відновили незалежність від Бухари. 1825 року емір Хайдар уклав мир із Каттабеком, правителем Ургута, який було закріплено шлюбом доньки останнього і сина еміра — Насрулли. Того ж року остаточно придушив повстання в Міанкалі. Помер Сеїд Хайдар Тура 1826 року. Трон спадкував син Мір Хусейн.

## Характер
Захоплювався вивченням богослов'я і мав славу вченого у цій галузі. За палацовою мечеттю в Арці він відкрив медресе, де сам був одним із викладачів. За кожною богословською дисципліною емір мав до 500 учнів. За його наказом чи підтримці були побудовані десятки медресе й мечетей. Одним із незвичайних медресе було Чор Мінор 1807 року.
Заборонив палити, пити вино, співати пісні, танцювати, жінкам заборонено було з'являтися у громадських місцях, а на людях — з відкритим обличчям.